# Silber-Ameisenschlüpfer
Der Silber-Ameisenschlüpfer (Myrmotherula longipennis) zählt innerhalb der Familie der Ameisenvögel (Thamnophilidae) zur Gattung Myrmotherula.
Die Art kommt in Bolivien, Brasilien, Ecuador, Französisch-Guayana, Guyana, Kolumbien, Peru, Suriname und Venezuela vor.
Das Verbreitungsgebiet umfasst tropischen oder subtropischen feuchten Tieflandwald, immergrüne Wälder in den Andenausläufern, meist Unterholz der Wälder im Terra Firme, aber auch saisonal überflutete Flächen meist unterhalb 500, aber auch bis 1100 m Höhe in Tepuis in Venezuela.
Der lateinische Artzusatz kommt von lateinisch longus ‚lang‘ und lateinisch penna ‚Feder‘.

## Merkmale

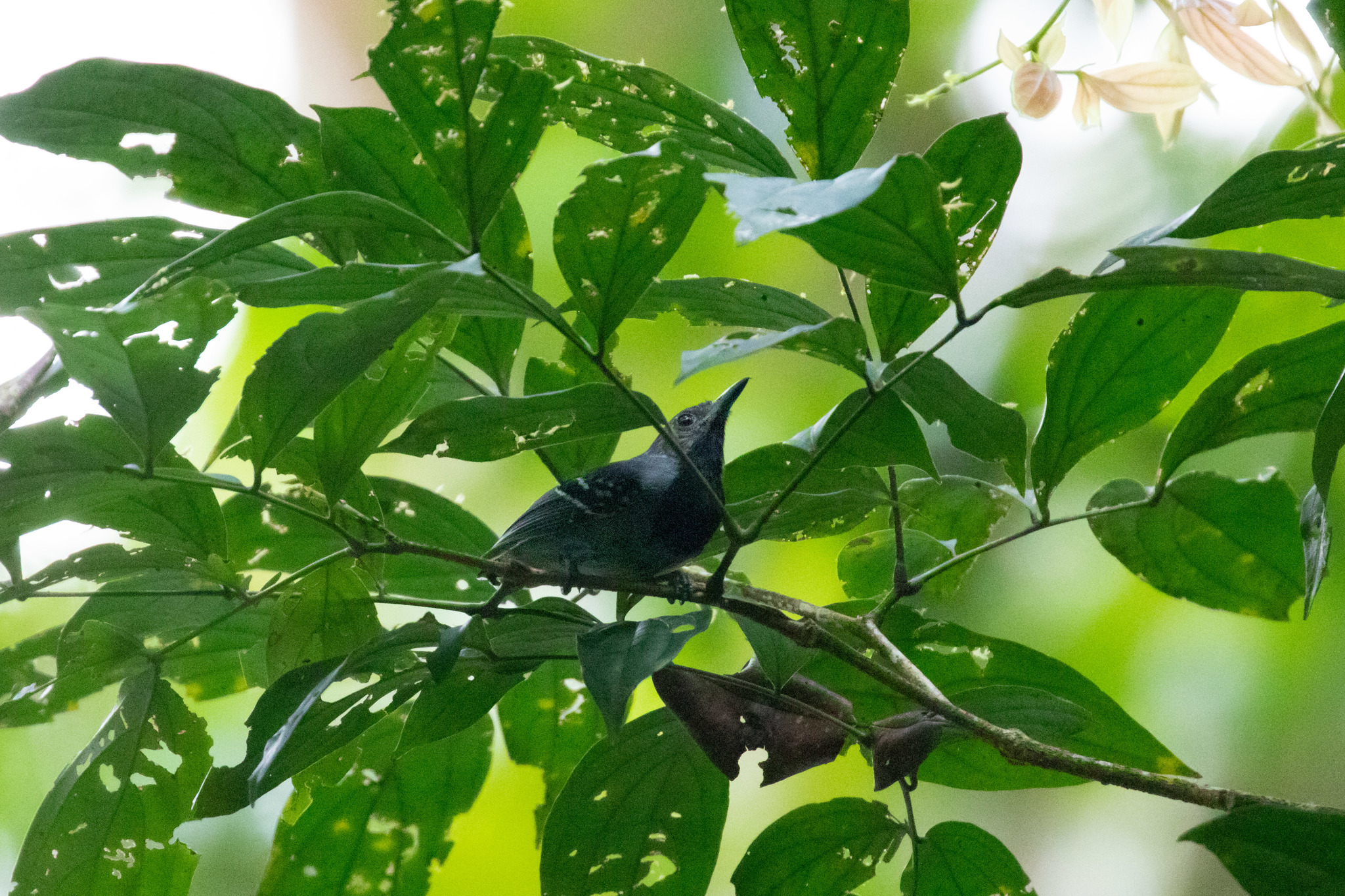
Silber-Ameisenschlüpfer

Der Vogel ist 9 bis 11 cm groß und wiegt zwischen 8 und 10 g. Das Männchen ist grau mit breitem schwarzem Kehl- und Brustfleck und schwarzen Flügeldecken mit weißen Spitzen und weißen Schwanzspitzen. Die Unterseite ist etwas blasser als die Oberseite. Das Weibchen weist keine Markierungen auf den Flügeln auf. Es ist auf der Oberseite olivbraun, Flügel und Schwanz sind dunkel graubraun, Flugfedern und Flügeldecken dunkel zimtfarben, Kehle und Brust gelbbräunlich, die Unterseite ist weiß mit grauen Flanken. Jungvögel ähneln dem Weibchen.

## Geografische Variation

Verbreitungsgebiet des Silber-Ameisenschlüpfers (grün)

Es werden folgende Unterarten anerkannt:
- M. l. longipennis Pelzeln, 1868, Nominatform – Nordwestamazonien
- M. l. zimmeri Chapman, 1925 – Ostecuador und Nordostperu
- M. l. garbei Ihering, 1905 – Ostperu, Südwestbrasilien und Nordwestbolivien
- M. l. transitiva Hellmayr, 1929 – Brasilien
- M. l. ochrogyna Todd, 1927 – Zentralbrasilien
- M. l. paraensis (Todd, 1920) – Brasilien

## Stimme
Der Gesang besteht aus mindestens 5 langen dünnen Tönen und ähnelt dem des Schwarzbinden-Ameisenschlüpfer (Myrmotherula urosticta).

## Lebensweise
Die Nahrung besteht aus Insekten und Spinnen, die allein, in Paaren, oder in Familiengruppen meist knapp 2 m oberhalb des Erdbodens gesucht wird. Dabei flattert der Vogel gerne.
Das schalenförmige Nest wird überwiegend vom Weibchen gebaut, beide Elternvögel beteiligen sich an den Fütterungsaufgaben.

## Gefährdungssituation
Der Bestand gilt als nicht gefährdet (Least Concern).